# Il ladro dalle mille facce
Il ladro dalle mille facce (20面相におねがい!!?, Nijū mensō ni onegai!!) è uno shōjo manga pubblicato nel 1990 dal quartetto CLAMP, che racconta le avventure di un ragazzino chiamato Akira Ijyuin, che per accontentare le sue due madri, ruba oggetti preziosi, e viene appunto soprannominato "il ladro dalle mille facce". 
La storia è si sviluppa contemporaneamente a CLAMP Detective e Polizia scolastica Duklyon, come dimostrato da una conversazione tra Nokoru e Suō (la stessa conversazione di CLAMP Detective), e la presenza di Akira e Utako da Duklyon.

## Trama
Akira è un ragazzino di 9 anni, esperto nel travestimento e nel furto, che incontra la piccola Utako Ōkawa, studentessa della scuola materna di cinque anni. I due ragazzi finiscono così per innamorarsi, cercando, attraverso vari ostacoli, di portare avanti la loro storia.

## Personaggi

### Protagonisti
Akira Ijuin (伊集院 玲?, Ijūin Akira)
Akira è uno studente delle elementari con una doppia vita: durante il giorno frequenta la terza elementare nel prestigioso Istituto CLAMP, ricoprendo il ruolo di tesoriere dell'associazione degli studenti elementari, mentre di notte diventa un misterioso ladro, che ruba oggetti preziosi per rendere felici le sue due madri.
Anche se ha solamente nove anni all'inizio della storia, è molto esperto nel travestimento e nella truffa. Ha ereditato questa abilità da suo padre, il vero ladro dalle mille facce. Dopo la scomparsa del padre, prese lui il suo posto.
Akira viene descritto come un ragazzino puro e innocente, che crede ancora in Babbo Natale (cosa che sorprende persino Nokoru e Souo). La sua passione è la cucina, ed è anche bravo nei lavori domestici.
Alla fine del manga, viene mostrato all'età di 20 anni, quando si fidanza ufficialmente con Utako, e all'età di 22, quando si sposano.
Appare anche in CLAMP Detective,  Polizia scolastica Duklyon, Tsubasa RESERVoir CHRoNiCLE e X.
Nell'edizione originale è semplicemente il ladro dalle venti facce ed è ispirato al ladro gentiluomo creato da Ranpo Edogawa come rivale del detective Kogoro Akechi.

Akira e Utako in CLAMP in Wonderland

Utako Okawa (大川 詠心?, Ōkawa Utako)
Utako è la seconda figlia della famosa famiglia Okawa. Quando inizia la storia, Utako si dichiara al suo maestro, ma quest'ultimo la rifiuta a causa dalla loro differenza d'età. Quando Akira entra in camera sua per nascondersi dalla polizia, Utako si ritrova attratta da questa misteriosa figura, che la aiuta a superare la sua delusione amorosa.
Utako sembra essere molto più matura delle ragazze della sua età, e anche di alcune persone più grandi di lei. Al suo sedicesimo compleanno si fidanza ufficialmente con Akira, e due anni dopo di due si sposano. Da grande lavorerà come insegnante di scuola materna.
Appare anche in CLAMP Detective e brevemente in Tsubasa RESERVoir CHRoNiCLE.

### Secondari
Mamma A/B (お母さんA/B?)
Akira chiama le sue madri come "Mamma A" e "Mamma B". Sono due sorelle, entrambe molto belle e ricche, anche se in alcuni atteggiamenti sono eccessivamente infantili. Non è mai stato rivelato perché Akira abbia due madri.
Anche se spesso sembrano egoiste, tengono molto ad Akira. In una particolare occasione cercano di aiutarlo, ma finiscono solamente per peggiorare la situazione.
Ryūsuke Kobayashi (小林 龍佑?, Kobayashi Ryūsuke)
Un ragazzo di 16 anni, che frequenta la scuola superiore all'Istituto CLAMP (primo anno, sezione Z).
Shigetaka Akechi (明智茂貴?, Akechi Shigetaka)
Lo zio di Akira, che lavora come pediatra nell'Istituto. Ha 25 anni, e suo nipote vorrebbe seguire la sua carriera.

## CD drama
Sono anche stati distribuiti 2 CD drama: 
- (20面相におねがい!! SHINING STAR?, 20 Mensou ni Onegai!! SHINING STAR)[1]
- (20面相におねがい!! 恋ほど素敵なミュージカルはない?, 20 Mensou ni Onegai!! Koho do Suteki na Myū Jikaru Hanai) [2]

In questa occasione sono stati doppiati da:
- Akira - Kappei Yamaguchi
- Utako - Chieko Honda
- Ryūsuke - Takeshi Kusao
- Shigetaka - Kōichi Yamadera